# American Affairs
American Affairs ist eine amerikanische politische Zeitschrift mit konservativer Grundausrichtung, die einen ökonomischen Nationalismus propagiert, der sich auf die Wirtschaftstheorien Alexander Hamiltons beruft. Sie erscheint seit April 2017 vierteljährlich in Boston.

## Geschichte und Ausrichtung
American Affairs wurde im Frühjahr 2017 vom Harvard-Absolventen Julius Krein gegründet. Bei der Präsentation der Zeitschrift im New York Harvard Club hielten der Investor Peter Thiel und die feministische Publizistin Anne-Marie Slaughter eine Podiumsdiskussion, der neokonservative Intellektuelle William Kristol war ebenfalls unter den Gästen. Krein erklärte, die Aufgabe der Zeitschrift sei, „nicht nur ein Umdenken in den theoretischen Grundlagen des 'Konservatismus' auszulösen, sondern eine größere Neuausrichtung der amerikanischen Politik zu ermutigen.“ Die Gründung, kurz nach der Wahl Donald Trumps zum US-Präsidenten, wurde zu diesem Zeitpunkt als Versuch interpretiert, „ein intellektuelles Fundament für die Trump-Bewegung zu errichten“.
Krein wandte sich nach den Ereignissen von Charlottesville im August 2017 vom Präsidenten ab und verfasste ein aufsehenerregendes Gastkommentar in der New York Times mit dem Titel „Ich habe Trump gewählt und ich bereue es bitterlich“. Trumps Verhalten sei „dumm und ekelerregend“. Er selbst werde aber, so Krein, weiterhin versuchen, einige gute Ideen „aus den Trümmern der Trump-Präsidentschaft herauszuziehen“.
Während die Zeitschrift nach wie vor eine konservative Grundhaltung vertritt, wurde sie in jüngerer Zeit auch als „Sammelstelle für alle Arten von heterodoxem Denken“ beschrieben.
Wirtschaftspolitisch steht die Zeitschrift der libertär beeinflussten Freihandelspolitik amerikanischer Administrationen kritisch gegenüber, weil diese den Wohlstand weiter Schichten, bis hin zur oberen Mittelschicht, zugunsten der „obersten 0,1 Prozent“ der Bevölkerung gefährde und befürwortet – angelehnt an das Amerikanische System der Politischen Ökonomie des ersten US-Finanzministers Alexander Hamilton – eine protektionistische Politik, die vor allem den Abbau industrieller Kapazitäten in den USA und die Konzentration auf Silicon-Valley-Technologien und Finanzmärkte ablehnt.

## Autoren
Autoren und Unterstützer von American Affairs sind etwa der republikanische Senator Marco Rubio, David P. Goldman, Ryszard Legutko oder Michael Anton. Besonders hinsichtlich ihrer ökonomisch-nationalistischen Ausrichtung dient die Zeitschrift auch als Plattform für linksgerichtete Autoren wie Slavoj Zizek,  Colin Crouch oder Heiner Flassbeck.